# جوسوه بونومی
جوسوه بونومی (ایتالیایی: Giosuè Bonomi؛ زادهٔ ۲۱ اکتبر ۱۹۷۸) دوچرخه‌سوار اهل ایتالیا است.